# Menschenschmuggel (Film)
Menschenschmuggel (Originaltitel: The Breaking Point) ist ein in Schwarzweiß gedrehtes US-amerikanisches Filmdrama und ein Film noir von Michael Curtiz aus dem Jahr 1950. Er basiert auf dem Roman Haben und Nichthaben von Ernest Hemingway und ist nach Howard Hawks’ gleichnamiger Verfilmung die zweite Adaption der literarischen Vorlage.

## Handlung
Harry Morgan ist der Kapitän einer kleinen Yacht im südlichen Kalifornien, verdient aber mit vereinzelten Kunden wie Hochseeanglern und Mexikotouristen kaum genug, um seine Frau und seine beiden Kinder zu ernähren. Sein jüngster Kunde Hannagan macht sich nach der Überfahrt nach Mexiko aus dem Staub und lässt nur seine Geliebte Leona Charles zurück. Harry, der nicht einmal Geld für das für die Rückfahrt benötigte Benzin übrig hat, lässt sich auf einen von dem zwielichtigen Duncan arrangierten Handel ein: Für 1.800 US-Dollar soll er eine Gruppe von Chinesen in die USA schmuggeln. Da der Schleuser Sing nicht den vollen Betrag zahlen will und Harry mit einer Waffe bedroht, kommt es zum Kampf, bei dem Sing ums Leben kommt. Harry lässt die illegalen Einwanderer in Mexiko zurück, doch wird sein Boot trotzdem in den USA konfisziert, da die Küstenwache von dem Handel erfahren hat. Seine Frau Lucy fleht ihn an, das Boot aufzugeben und eine Stelle auf der Farm ihres Vaters anzunehmen, was Harry aber ablehnt. Er trifft Leona Charles wieder, die ihn zu verführen versucht.
Duncan lässt seine Beziehungen spielen, und Harry erhält sein Boot von den Behörden zurück. Da Harrys Bank ihm aber nur noch zwei Wochen zur Tilgung seines für das Boot aufgenommenen Kredits gewährt, steht er erneut unter finanziellem Druck. Er lässt sich auf einen neuerlichen Handel mit Duncan ein: Er soll vier Gangster, die die Wetteinnahmen einer Pferderennbahn rauben wollen, zu einem Treffpunkt auf See transportieren. Der Überfall gelingt, Duncan wird jedoch auf der Flucht von der Polizei erschossen. Die Gangster erscheinen zum verabredeten Zeitpunkt am Pier. Als sie Harrys Maat und Freund Wesley beim Ablegen ermorden, begreift Harry, dass man auch ihn nach Erreichen des Treffpunkts beseitigen wird. Es gelingt ihm, die vier Männer zu töten, doch wird er selbst schwer verletzt. Nachdem die Küstenwache ihn geborgen hat, weigert Harry sich, seinen Arm amputieren zu lassen, obwohl sein Leben auf dem Spiel steht. Erst Lucy kann ihn überreden, die Operation vornehmen zu lassen und sein Dasein als Bootskapitän zu beenden. Am Pier wartet derweil der kleine Sohn des ermordeten Wesley auf die Rückkehr seines Vaters.

## Hintergrund
Menschenschmuggel startete am 30. September 1950 in den USA und am 21. September 1951 in den Kinos der BRD.
Michael Curtiz’ und Ranald MacDougalls Adaption gilt, trotz der Verlegung von Florida nach Kalifornien, als die getreueste Verfilmung von Hemingways Roman. So hatte Howard Hawks in seiner Umsetzung unter anderem auf die finale Schießerei verzichtet, die dafür wiederum Verwendung im Finale von John Hustons ebenfalls in Florida angesiedelten Gangster in Key Largo fand. 1958 drehte Don Siegel eine dritte Filmversion von Haben und Nichthaben unter dem Titel The Gun Runners.
Hauptdarsteller John Garfield drehte nur noch einen weiteren Film, bevor er wegen seiner Weigerung, vor dem Komitee für unamerikanische Umtriebe die Namen linker Weggefährten zu nennen, keine Arbeit mehr in Hollywood fand und ausschließlich am Theater auftreten konnte. 1952 starb er im Alter von nur 39 Jahren.

## Kritik
„Die gesamte Eigenart, die Farbigkeit und der Zynismus von Herrn Hemingways knapper, abgespeckter Geschichte wurden in diesen realistischen Film verpackt, und John Garfield ist hervorragend in der Hauptrolle. […] das Gefühl von Kameradschaft und Vertrauen, das durch die von Herrn Hernández verkörperte Figur vermittelt wird, und das Pathos, das sein Tod schafft, sind nicht nur ein schöner Beleg für das Gespür für Rassenfragen, sondern zählen zu den bewegendsten Faktoren dieses Films.“

„Eindrucksvoller, ungewöhnlicher Abenteuerfilm.“